# Aphelocephala leucopsis
Aphelocephala leucopsis là một loài chim trong họ Acanthizidae.